# ماليت، بارانا
ماليت، بارانا بلدية في ولاية بارانا في المنطقة الجنوبية من البرازيل.